# Весёлые улыбки
«Весёлые улыбки» — третий и последний русскоязычный студийный альбом группы «Тату». Релиз в России состоялся 21 октября 2008 года. На протяжении почти года рабочим названием альбома было «Управление отбросами».

## Работа над альбомом
1 сентября 2008 года на официальном сайте группы появилось интервью Волковой и Катиной российской версии журнала «Time Out Москва», где говорилось, что альбом будет называться «Весёлые улыбки». 3 сентября на сайте была опубликована обложка будущего альбома с изображением женщины-космонавта Ли Со Ён (однако затем заменённая на пустой шлем). Однако внутри буклета с названием «Весёлые улыбки» и изображённым космонавтом находится диск под названием «Управление отбросами» и первой запланированной обложкой.
Среди авторов альбома — 16-летняя участница форума tatu.ru Мария Максакова (написавшая стихи для «Белого плащика»), Билли Стейнберг (автор All About Us), Валерий Полиенко (автор лирики «Я сошла с ума», «Нас не догонят» (2001), «Обезьянка Ноль» (2005), Сергей Галоян (автор музыки к «Нас не догонят»). Как говорится в пресс-релизе, песни из альбома войдут в саундтрек фильма Роланда Джоффе «Ты и я», выходящего в прокат в 2011 году.

## Отзывы критики
| Оценки критиков      | Оценки критиков |
| Источник             | Оценка          |
| -------------------- | --------------- |
| InterMedia           | [ 6 ]           |
| KM.RU                | без оценки      |
| Rolling Stone Russia | [ 8 ]           |
| Sputnikmusic         | [ 9 ]           |
| Time Out Москва      | без оценки      |
| Гуру Кен             | 7/10            |
| Коммерсантъ-Weekend  | без оценки      |

Как писал «Коммерсантъ-Weekend», «Кажется, что с точки зрения вокальной техники певицы стали профессиональнее, но взросление сослужило не лучшую службу. Голоса у них стали какие-то потертые, что ли. Такая „потасканность“ может быть самостоятельным стилем, но не в случае t.A.T.u. Но главное — на „Веселых улыбках“ дефицит хитов и музыкальных идей».
В рецензии «Time Out Москва», где альбом получил 4 балла из 5, отмечалось: «Веселье такое: нагоняемый мрак, пара номеров почти в духе готического синти-рока и трек „Человечки“ с сюжетом кровавой 3D-стрелялки и звучащий так, будто песню из детского фильма изнасиловали экспериментальным техно». Музыкальный обозреватель Гуру Кен, выставивший 7 баллов из 10, писал: «Помимо уже засветившихся малоудачных песен „Белый плащик“ и „220“, единственный приятный сюрприз — крепкая англоязычная Fly on the Wall от того же Billy Steinberg и Josh Alexander. Написать русскоязычный хит группе опять не удалось».

## Список композиций
| №                   | Название                                | Текст песни                                 | Музыка                                          | Аранжировка                | Длительность |
| ------------------- | --------------------------------------- | ------------------------------------------- | ----------------------------------------------- | -------------------------- | ------------ |
| 1.                  | «Intro» (инструментал песни «Не жалей») |                                             | Ваня Килар                                      | В. Килар                   | 3:09         |
| 2.                  | «Белый плащик»                          | Мария Максакова, T.A. Music                 | В. Килар                                        | В. Килар                   | 3:15         |
| 3.                  | «You and I»                             | Ed Buller, Andy Kubiszewski                 | E. Buller, A. Kubiszewski                       | В. Килар                   | 3:16         |
| 4.                  | «Снегопады»                             | Катя Салем, T.A. Music                      | Slowman                                         | Slowman                    | 3:15         |
| 5.                  | «220»                                   | Валерий Полиенко                            | В. Полиенко                                     | Slowman                    | 3:08         |
| 6.                  | «Марсианские глаза»                     | T.A. Music                                  | Сергей Галоян                                   | С. Галоян                  | 3:10         |
| 7.                  | «Человечки»                             | T.A. Music                                  | Slowman                                         | Slowman                    | 3:27         |
| 8.                  | «Весёлые улыбки»                        |                                             | Евгений Матвейцев                               | Е. Матвейцев               | 2:05         |
| 9.                  | «Running Blind»                         | Sven Martin, Rasmus Schwenger, Lene Dissing | Julian Schramm, Larz Reinatz, Christian Behrens | В. Килар                   | 3:40         |
| 10.                 | «Fly on the Wall»                       | Josh Alexander, Billy Steinberg             | J. Alexander, B. Steinberg                      | Chris Garcia, Keely Hawkes | 3:59         |
| 11.                 | «Время Луны»                            | T.A. Music                                  | В. Килар                                        | В. Килар                   | 3:23         |
| 12.                 | «Не жалей»                              | T.A. Music                                  | В. Килар                                        | В. Килар                   | 3:06         |
| Общая длительность: | Общая длительность:                     | Общая длительность:                         | Общая длительность:                             | Общая длительность:        | 38:54        |